# I Dwór
I Dwór (niem. I Hof) – zabytkowa posiadłość przy ulicy Polanki 125 w Gdańsku Oliwie.

## Historia

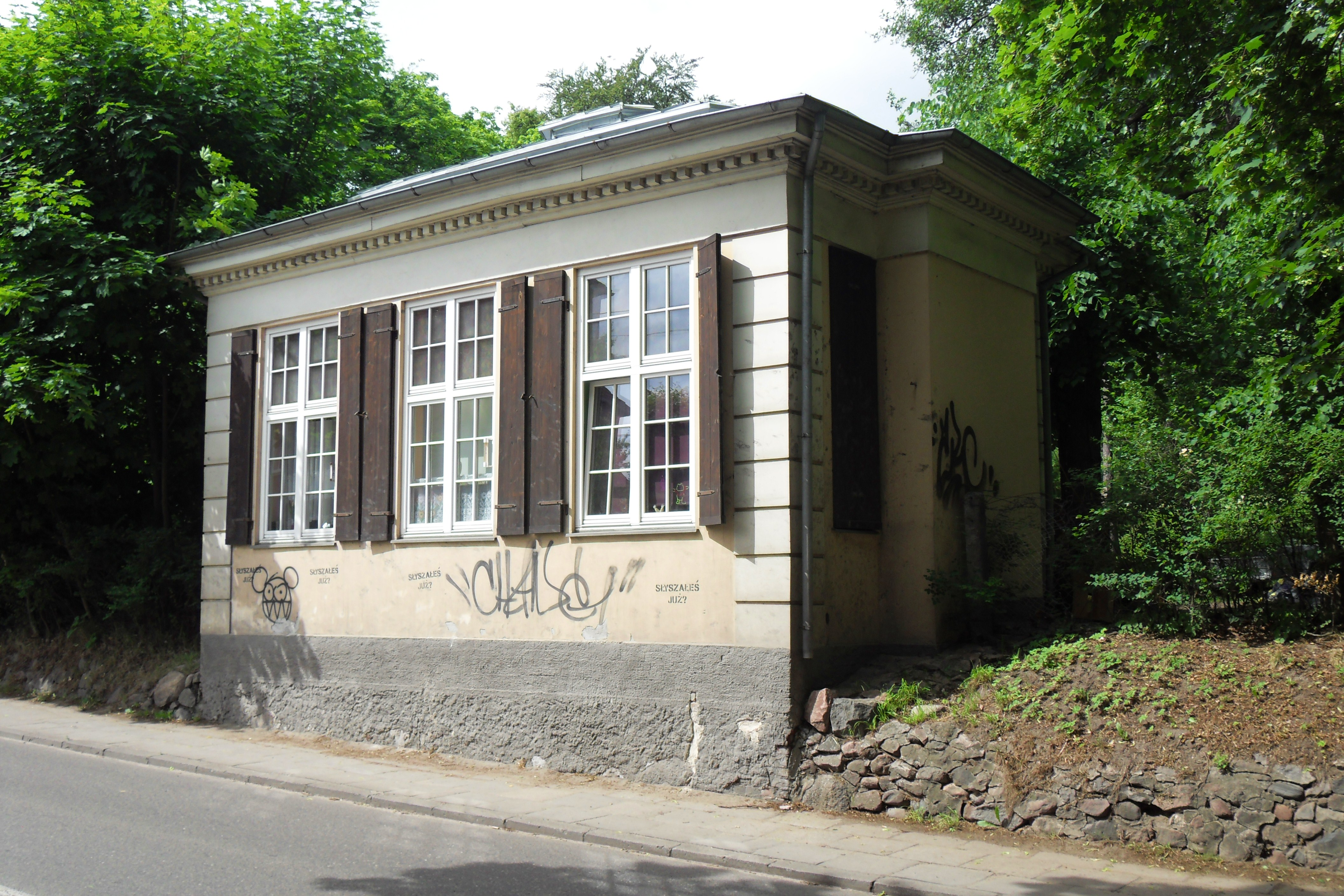
Klasycystyczny pawilon ogrodowy

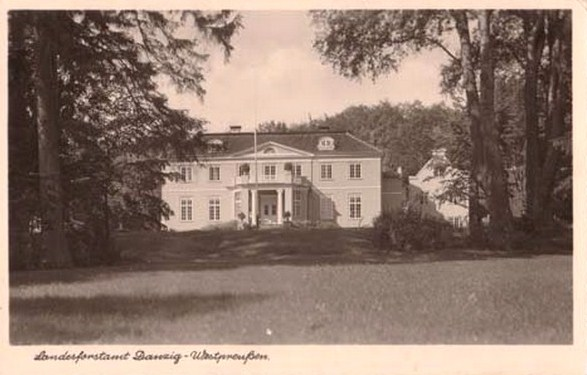
I Dwór, ok. 1900

Powstał, jak wszystkie inne dwory wzdłuż tego traktu, w pierwszej połowie XVII wieku. W 1647 gdański kupiec Simon Schlep kupił 6-morgową działkę ziemi na skraju lasu, od miejscowego kowala Marcina Kulika. Nominalnie były to ziemie klasztorne, więc zarówno sprzedający jak i kupujący musieli uzyskać zgodę opactwa. 
Ten pierwszy dwór wzniesiony został w stylu barokowym, ale już w końcu XVIII wieku wybudowano w tym miejscu nowe i - jak się zdaje - znacznie obszerniejsze zabudowania w stylu klasycystycznym, składające się z dworu właściwego, oficyny, pawilonu ogrodowego, parku przeciętego dwiema alejami dojazdowymi, fontanny, skarp parkowych, strzelnicy i stawu. Właściciel tego nowego założenia, Joachim Wilhelm von Weickhmann (jeden z czterech burmistrzów Wolnego Miasta z lat 1807–1814) nazwał je „Montbrillant”.
Do naszych czasów dwór i klasycystyczny pawilon ogrodowy dotrwały w niezłym stanie zewnętrznym, natomiast park, staw, ogrody i strzelnica uległy daleko posuniętej dewastacji. W jego obrębie rosną 3 pomniki przyrody: 20-metrowej wysokości dąb szypułkowy o obwodzie 545-575 cm (PP nr 121) oraz dwie topole białe o obwodach ponad 5,5 m, a także  sumak octowiec, kilka cisów oraz wiele żywotników.
Właścicielem posesji jest przedsiębiorstwo Lasy Państwowe.